# Havbro (plaats)
Havbro is een plaats in de Deense regio Noord-Jutland, gemeente Vesthimmerland. De plaats telt 393 inwoners (2008). Havbro ligt aan de voormalige spoorlijn Svenstrup - Hvalpsund. Het stationsgebouw is bewaard gebleven.
- Library of Congress Control Number: n86074405
- Nationale Bibliotheek van Israël: 987007560011705171
- Virtual International Authority File: 157188118